# Gian-Carlo Rota
Pour les articles homonymes, voir Rota.
 (janvier 2014).
Gian-Carlo Rota, né le 27 avril 1932, à Vigevano, en Italie, mort le 18 avril 1999, est un mathématicien et philosophe américain, né en Italie.  

## Biographie
Né en Italie, il y demeure 13 ans. Sa famille émigre en Suisse, puis il entre au collège américain de Quito en Équateur, et enfin à  l'université de Princeton et à Yale.  Il mène ensuite sa carrière au MIT (Massachusetts Institute of Technology).
Il ne pouvait faire cours sans une bouteille de Coca-Cola, et récompensait ses étudiants méritants par des prix singuliers.  De 1966 jusqu'à sa mort, il devint consultant du Laboratoire national de Los Alamos. Parmi ses amis figurait Stanislaw Ulam.

## Travaux
Rota commença sa carrière en analyse fonctionnelle puis il se spécialisa en  combinatoire (1960). Il se consacra ensuite à la théorie de l'incidence, généralisant les formules de Moebius. Il posa les fondements du calcul ombral et  unifia la théorie des suites de polynômes de Isadore M. Sheffer (en). Gian Carlo Rota mourut dans son sommeil. Une salle de lecture du MIT porte son nom.